# (3243) Skytel
(3243) Skytel est un astéroïde de la ceinture principale.

## Description
(3243) Skytel est un astéroïde de la ceinture principale. Il fut découvert le 19 février 1980 à Harvard par l'Observatoire de l'université Harvard. Il présente une orbite caractérisée par un demi-grand axe de 3,03 UA, une excentricité de 0,11 et une inclinaison de 9,3° par rapport à l'écliptique.

## Compléments